# Trem ligeiro de Madrid

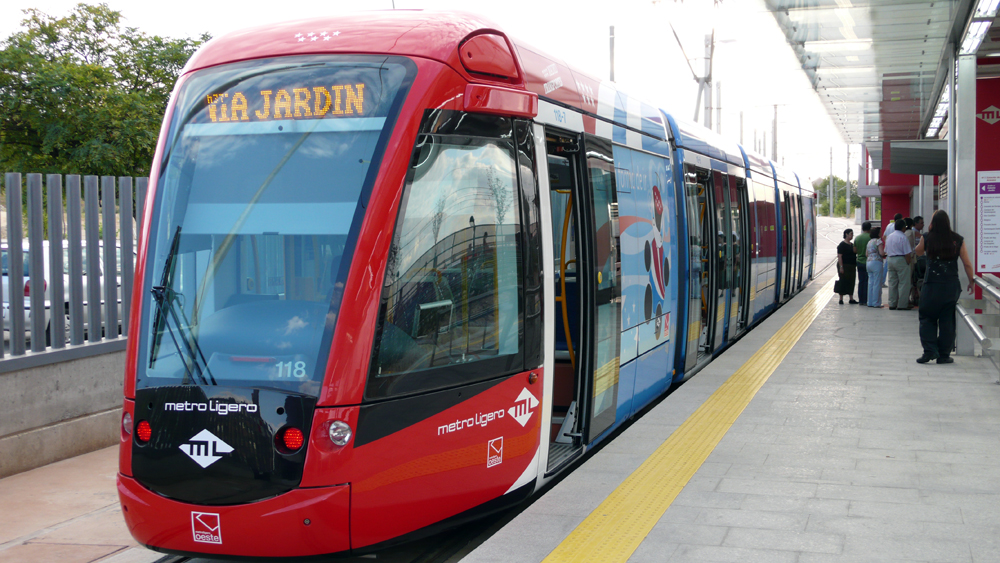
Unidade doe Metro Ligero na Estação Aravaca

Metro Ligero de Madrid é um sistema de transporte público do tipo Veículo leve sobre trilhos (VLT) que complementa a rede do Metro de Madrid, Espanha.
O sistema conta com três linhas, que somadas alcançam a extensão de 27,774 km.
| Linha              | Linha                                | Comprimento (km) | Estações | Plataforma (m) | Início das operações          |
|                    | Pinar de Chamartín ↔ Las Tablas      | 5,395            | 9        | 45             | 24 de maio de 2007 (17 anos)  |
|                    | Colonia Jardín ↔ Estación de Aravaca | 8,680            | 13       | 45             | 27 de julho de 2007 (17 anos) |
|                    | Colonia Jardín ↔ Puerta de Boadilla  | 13,699           | 16       | 45             | 27 de julho de 2007 (17 anos) |
| Total (Linhas VLT) | Total (Linhas VLT)                   | 27,774           | 38       | -              | -                             |